# László Sárosi (piłkarz wodny)
László Sárosi (ur. 12 października 1946 w Budapeszcie) – węgierski piłkarz wodny. Trzykrotny medalista olimpijski.
Mierzący 183 cm wzrostu zawodnik na igrzyskach startował trzy razy (1968-1976) i za każdym razem zdobywał medale – po jednym w każdym kolorze. Był mistrzem świata (1973) oraz Europy (1974).